# 蕭氏通訊
蕭氏通訊股份有限公司（英語：Shaw Communications Inc.）是加拿大一家已結束的电信公司，提供基于光纤网络的电话、互联网接入、电视及移动网络服务。蕭氏通訊的总部位于加拿大艾伯塔省的卡尔加里，主要为艾伯塔省和不列颠哥伦比亚省提供服务；但同时也为萨斯喀彻温省、曼尼托巴省和北安大略地区提供小型系统服务。蕭氏通訊通过其旗下子公司自由移动向艾伯塔省、不列颠哥伦比亚省及南安大略地区的城市提供移动服务，最近，蕭氏通訊推出了自行运营的移动服务，即蕭氏移动来为不列颠哥伦比亚省或艾伯塔省提供服务，尽管在南安大略地区依然有信号。蕭氏通訊在加拿大的主要竞争对手为研科。2023年被羅渣士通訊集團收購，而原有的旗下子公司自由移动則轉售至Vidéotron。